# Pelargonium chamaedryfolium
Pelargonium chamaedryfolium är en näveväxtart som beskrevs av Nikolaus Joseph von Jacquin. Pelargonium chamaedryfolium ingår i släktet pelargoner, och familjen näveväxter. Inga underarter finns listade i Catalogue of Life.